# Схоластика Саксонская
Схоластика Саксонская (нем. Scholastica Sachsen-Wittenberg, пол. Scholastyka saska; 1391/1395 — 12 мая 1461 или 1463) — немецкая принцесса из династии Асканиев, жена князя Глогувского и Жаганьского Яна I Жаганьского (ок.1385 — 12 апреля 1439).

## Биография
Схоластика была старшей дочерью курфюрста Саксонии Рудольфа III от первого брака с Анной Мейсенской, дочерью маркграфа Мейсенского и ландграфа Тюрингского Балтазара.
В 1405/1409 году она вышла замуж за Яна I, князя Глогувского и Жаганьского. Князь Ян Жаганьский упоминался в источниках как жестокий человек, склонный к садизму. Схоластика подвергалась жестокому обращению, попыталась бежать из Жагани, но была схвачена и по приказу мужа заключена в замок Новогруд-Бобжаньского без права возвращения в столицу княжества. 
Ян I Жаганьский умер 12 апреля 1439 года и завещал Схоластике город Новогруд-Бобжаньский в качестве вдовьего удела. Она осталась жить в своем уделе до конца жизни. Умерла Схоластика Саксонская 12 мая 1461 года (по другим данным в 1463 году) и была похоронена в Жагани, вероятно, в костёле августинцев.

## Семья
От брака с Яном I Жаганьским (ок.1385 — 12 апреля 1439) у Схоластики было четверо сыновей и шесть дочерей:
- Анна (ок. 1408—1437), жена с 1424 года Альбрехта VIII, графа Линден-Руппинского (ок. 1406—1460)
- Ядвига (ок. 1410—1497), муж с 1434 года Бернхард VI, князь Ангальт-Бернбургский (ум. 1468)
- Бальтазар (ок. 1415—1472), князь Жаганьский
- Рудольф (ок. 1418—1454), князь Жаганьский
- Маргарита (ок. 1425—1491), 1-й муж — Фольрад II фон Мансфельд (ок. 1380 — ок. 1450), 2-й муж — Генрих XI, граф Хонштейн-Клеттенбергский (ум. 1454), 3-й муж — Генрих III, граф Брауншвейг-Грубенхагенский (ок. 1416—1464)
- Барбара (ок. 1426—1476)
- Схоластика (ок. 1428—1483/1489)
- Агнесса (ок. 1430—1473)
- Вацлав (ок. 1434—1488), князь Жаганьский
- Ян II Безумный (1435—1504), князь Жаганьский и Глогувский.

Три младшие дочери не смогли выйти замуж, так как отец не обеспечил их достойным приданым. 